# Eriogonum esmeraldense
Eriogonum esmeraldense är en slideväxtart som beskrevs av S. Wats.. Eriogonum esmeraldense ingår i släktet Eriogonum och familjen slideväxter. Utöver nominatformen finns också underarten E. e. toiyabense.